# Lista dos duques de Parma e Placência
O Ducado de Parma e Placência era um pequeno estado que existiu entre 1545 e 1802 e, posteriormente, de 1814 a 1859, na península Itálica. O duque de Parma era também duque de Placência (em italiano: Piacenza), excepto durante os primeiros anos do governo de Octávio Farnésio (1549-1556), e durante a era napoleónica, quando os dois ducados estiveram separados e foram governados por diferentes indivíduos.
O duque de Parma e de Placência possuía ainda o título de Duque de Guastalla de 1735 (quando o imperador Carlos VI o adquiriu do Ducado de Mântua) até 1847 (quando o território foi cedido ao Ducado de Módena e Régio), excepto no período napoleónico, quando a irmã de Napoleão Bonaparte, Paulina Bonaparte, foi duquesa de Guastalla e de Varella.
Este título é actualmente reclamado por um membro da Casa de Bourbon, que é também o pretendente carlista ao trono espanhol - o recente pretendente ao trono parmesano, o falecido Carlos Hugo de Bourbon-Parma, era também pretendente ao trono espanhol na década de 1970.

## Duques soberanos de Parma (1545-1802)

### Casa de Farnésio 1545-1731
| Duque                                                          | Retrato | Nascimento | Casamentos | Morte                                                  |
| -------------------------------------------------------------- | ------- | --- | --- | ------------------------------------------------------ |
| Pedro Luís (Pier Luigi) 16 Setembro 1545 – 10 Setembro 1547    |         | 19 Novembro 1503 Roma filho do Cardeal Alexandre Farnese (futuro Papa Paulo III) e provavelmente de Silvia Ruffini | Gerolama Orsini 1519 Roma 4 filhos | 10 Setembro 1547 Placência com 43 anos                 |
| Octávio (Ottavio) 9 Novembro 1549–15 Setembro 1586             |         | 9 Outubro 1524 Valentano filho de Pedro Luís Farnésio, Duque de Parma, e de Gerolama Orsini                        | Margarida de Áustria 4 Novembro 1538 Roma 2 filhos | 18 Setembro 1586 Parma com 61 anos                     |
| Alexandre (Alessandro) 15 Setembro 1586 – 3 Dezembro 1592      |         | 27 Agosto 1545 Roma filho de Octávio Farnésio, Duque de Parma, e de Margarida de Parma                             | Maria de Portugal 11 Novembro 1565 Bruxelas 3 filhos | 3 Dezembro 1592 Saint Waast, Países Baixos com 46 anos |
| Rainúncio I (Ranuccio I) 3 Dezembro 1592 – 5 Março 1622        |         | 28 Março 1569 Parma filho de Alexandre Farnese, Duque de Parma e de Maria de Portugal                              | Margarida Aldobrandini 7 Maio 1600 Roma 9 filhos | 5 Março 1622 Parma com 52 anos                         |
| Eduardo I (Odoardo I) 5 Março 1622 – 11 Setembro 1646          |         | 28 Abril 1612 Parma filho de Rainúncio I Farnésio e de Margarida Aldobrandini                                      | Margarida de Médici 11 Outubro 1628 Florença 4 filhos | 11 Setembro 1646 Placência com 44 anos                 |
| Rainúncio II (Ranuccio II) 11 Setembro 1646 – 11 Dezembro 1694 |         | 17 Setembro 1630 Casalmaggiore filho de Eduardo I Farnésio e de Margarida de Médici                                | (1) Margarida Violante de Saboia 29 Abril 1660 Turim 2 filhos (2) Isabel d'Este 18 Fevereiro 1664 Módena 3 filhos (3) Maria d'Este 1 Outubro 1668 Módena 9 filhos | 11 Dezembro 1694 Parma com 64 anos                     |
| Francisco (Francesco) 11 Dezembro 1694 – 26 Fevereiro 1727     |         | 19 Maio 1678 Parma filho de Rainúncio II Farnésio e de Maria d'Este                                                | Doroteia Sofia de Neuburgo 26 Fevereiro 1727 Parma sem descendência                                                                                               | 26 Maio 1727 Placência com 49 anos                     |
| António (Antonio) 26 Fevereiro 1727 – 20 Janeiro 1731          |         | 29 Maio 1679 Parma filho de Rainúncio II Farnésio e de Maria d'Este                                                | Henriqueta d'Este 26 Fevereiro 1727 Parma sem descendência | 26 Fevereiro 1731 Parma com 49 anos                    |

### Casa de Bourbon 1731–1735
| Duque                                                                   | Retrato  | Nascimento                                                               | Casamentos                                      | Morte                               |
| ----------------------------------------------------------------------- | -------- | ------------------------------------------------------------------------ | ----------------------------------------------- | ----------------------------------- |
| Carlos I (Carlos III, Rei de Espanha) 29 Dezembro 1731 – 3 Outubro 1735 | Carlos I | 20 Janeiro 1716 Madrid filho de Filipe V de Espanha e de Isabel Farnésio | Maria Amália da Saxônia 19 Junho 1738 13 filhos | 14 Dezembro 1788 Madrid com 72 anos |

### Casa de Habsburgo 1735–1748
| Duque                                            | Retrato | Nascimento                                                                                  | Casamentos                                                                        | Morte                              |
| ------------------------------------------------ | ------- | ------------------------------------------------------------------------------------------- | --------------------------------------------------------------------------------- | ---------------------------------- |
| Carlos II 3 outubro 1735 – 20 outubro 1740       |         | 1 outubro 1685 Viena filho de Leopoldo I e de Leonor Madalena de Neuburgo                   | Isabel Cristina de Brunsvique-Volfembutel-Bevern 1 agosto 1708 Barcelona 4 filhos | 20 outubro 1740 Viena com 55 anos  |
| Maria Teresa I 20 outubro 1740 – 18 outubro 1748 |         | 13 maio 1717 Viena filho de Carlos II e de Isabel Cristina de Brunsvique-Volfembutel-Bevern | Francisco I 12 fevereiro 1736 16 filhos                                           | 29 novembro 1780 Viena com 63 anos |

### Casa de Bourbon-Parma 1748–1802
| Duque                                   | Retrato | Nascimento                                                                        | Casamentos                                      | Morte                                |
| --------------------------------------- | ------- | --------------------------------------------------------------------------------- | ----------------------------------------------- | ------------------------------------ |
| Filipe 18 Outubro 1748 – 18 Julho 1765  |         | 15 Março 1720 Madrid filho de Filipe V de Espanha e de Isabel Farnésio            | Luísa Isabel de França 25 Outubro 1739 3 filhos | 18 Julho 1765 Alexandria com 45 anos |
| Fernando 18 Julho 1765 – 9 Outubro 1802 |         | 20 Janeiro 1751 Parma filho de Filipe, Duque de Parma e da Luísa Isabel de França | Maria Amália da Áustria 19 Julho 1769 7 filhos  | 9 Outubro 1802 Fontevivo com 51 anos |

## Duques honorários (1808-1814)
Não se tratam de duques soberanos com um governo independente sobre Parma e Placência, mas sim título nobiliárquico atribuído por Napoleão Bonaparte em 1808.
| Duque                                                      | Retrato | Nascimento                                                                             | Casamentos                               | Morte                                  |
| ---------------------------------------------------------- | ------- | -------------------------------------------------------------------------------------- | ---------------------------------------- | -------------------------------------- |
| Jean-Jacques-Régis de Cambacérès, duque de Parma 1808–1814 |         | 18 Outubro 1753 Montpellier filho de Jean-Antoine de Cambaceres e de Marie-Rose Vassal | sem aliança                              | 8 Março 1824 Paris com 70 anos         |
| Charles-François Lebrun, duque de Placência 1808–1814      |         | 19 Março 1739 Saint-Sauveur-Lendelin filho de Paul Lebrun e de Louise Le Cronier       | Anne Delagoutte 1773 3 filhos e 2 filhas | 16 Junho 1824 Sainte-Mesme com 85 anos |

## Duques soberanos de Parma (1814-1859)

### Casa de Habsburgo-Lorena, 1814–1847
| Duque                                                                            | Retrato | Nascimento                                                                          | Casamentos | Morte                              |
| -------------------------------------------------------------------------------- | ------- | ----------------------------------------------------------------------------------- | --- | ---------------------------------- |
| Maria Luísa de Áustria Imperatriz dos Franceses 11 Abril 1814 – 17 Dezembro 1847 |         | 12 Dezembro 1791 Viena filha de Francisco I da Áustria e de Maria Teresa da Sicília | (1) Napoleão Bonaparte 1 Abril 1810 Louvre 1 filho (2) Adam Albert von Neipperg 7 Setembro 1821 Parma três filhos (3) Charles René, Conde de Bombelles Parma 17 Fevereiro 1834 sem descendência | 17 Dezembro 1847 Parma com 56 anos |

- Napoleão II, filho de Maria Luísa e de Napoleão Bonaparte esteve na linha de sucessão, mas nunca chegou a ser Duque de Parma.

### Casa de Bourbon-Parma, 1847–1859
| Duque                                     | Retrato | Nascimento | Casamentos | Morte                                  |
| ----------------------------------------- | ------- | --- | --- | -------------------------------------- |
| Carlos II 17 Dezembro 1847 – 17 Maio 1849 |         | 22 Dezembro 1799 Madrid filho de Luís I da Etrúria e de Maria Luísa, Duquesa de Luca (neto de Fernando I de Parma) | Maria Teresa de Saboia 5 Setembro 1820 2 filhos                                                                | 16 Abril 1883 Nice com 84 anos         |
| Carlos III 17 Maio 1849 – 27 Março 1854   |         | 14 Janeiro 1823 Pianore (Luca) filho de Carlos II, Duque de Parma e de Maria Teresa de Saboia                      | Luísa de França 10 Novembro 1845 4 filhos                                                                      | 27 Março 1854 Parma com 31 anos        |
| Roberto 27 Março 1854 – 9 Junho 1859      |         | 9 Julho 1848 Florença filho de Carlos III, Duque de Parma e de Luísa de França                                     | (1) Maria Pia das Duas Sicílias 5 Abril 1869 12 filhos (2) Maria Antónia de Bragança 15 Outubro 1884 12 filhos | 16 Novembro 1907 Viareggio com 63 anos |